# Sofia Smidovitj
Sofia Nikolajevna Smidovitj (ryska: Софья Николаевна Смидович), född 1872, död 1934, var en rysk revolutionär (kommunist) och sovjetisk politiker. 
Hon var ordförande i Zjenotdel 1922–1924. 